# Skullstone
Skullstone — «исследование подземелья», вдохновлённое легендой жанра, Dungeon Master. Соберите отряд наёмников и исследуйте тёмные коридоры Камнечерепа. Сражайтесь с монстрами, решайте загадки, продвигайтесь вглубь подземелья. Отыщите сокровища и могущественные предметы, которые помогут разобраться с ещё более смертоносными тварями. Достигните последнего уровня и сразите великое зло.
Особенности проекта:
- Выбирайте из 20 персонажей с различными активными и пассивными навыками.
- Исследуйте обширные уровни подземелья в различных визуальных стилях.
- Сражайтесь с уникальными монстрами.
- Найдите оптимальные стратегии победы над проклинающими вас и атакующими издалека врагами.
- Посетите город, чтобы получить новые задания и награды.
- Потрясающая звуковая дорожка в стиле Dungeon Synth.

1. ↑  [В разработке] Skullstone. core-rpg.net (25 апреля 2022). Дата обращения: 17 августа 2025.